# هاروتیون سوادجیان
هاروتیون سوادجیان (ارمنی: Յարութիւն Սուաճեան; زاده ۱۸۳۱ – درگذشته ۱۸۷۴) نویسنده، کنشگر سیاسی و آموزگار ارمنی‌تبار اهل امپراتوری عثمانی که یکی از بنیانگذاران ادبیات طنز سیاسی ارمنی برشمرده می‌شود.

## زندگی
وی به سالِ ۱۸۳۱ میلادی در کنستانتینوپل به دنیا آمد و از کالج سن باربه فارغ‌التحصیل شد. وی در ۱۸۷۴ در سن ۴۳ سالگی در زادگاهش درگذشت.